# Masataka Taketsuru
Masataka Taketsuru (竹鶴 政孝, Taketsuru Masataka, 20 juin 1894 – 29 août 1979) est un homme d’affaires japonais considéré comme le fondateur de l’industrie du whisky au Japon.

## Jeunesse
Masataka Taketsuru naît le 20 juin 1894 à Takehara, dans la préfecture d’Hiroshima dans une famille de producteur de saké depuis 1733.
Il reçoit une formation de chimiste avec une spécialisation en chimie organique. Il est ensuite embauché par Settsu shuzō (摂津酒造), une société basée à Osaka et qui désire se lancer dans la production de whisky.

## Voyage en Écosse
En juillet 1918 Taketsuru est envoyé en Écosse pour étudier la chimie organique à l’Université de Glasgow et devient l’élève de Thomas Stewart Patterson le doyen de la faculté de chimie. Dans le même temps Taketsuru voyage et travaille dans diverses distilleries écossaises. Il étudie notamment le fonctionnement des distilleries de Longmorn, de Bo'ness et d'Hazelburn, et tente d’acquérir un maximum d’expérience dans ce domaine.
Logeant chez l'habitant (la famille Cowan), il y rencontre une jeune Écossaise dénommée Jessie Roberta (dite Rita) Cowan de Middlecroft, Kirkintilloch (14 décembre 1896-17 janvier 1961). C’est un coup de foudre réciproque. Il se marie avec elle en janvier 1920, et ce malgré la forte opposition de sa famille. Ils partent vivre à Campbeltown ce qui permet ainsi à Taketsuru de travailler à la distillerie de Hazelburn.

## Retour au Japon

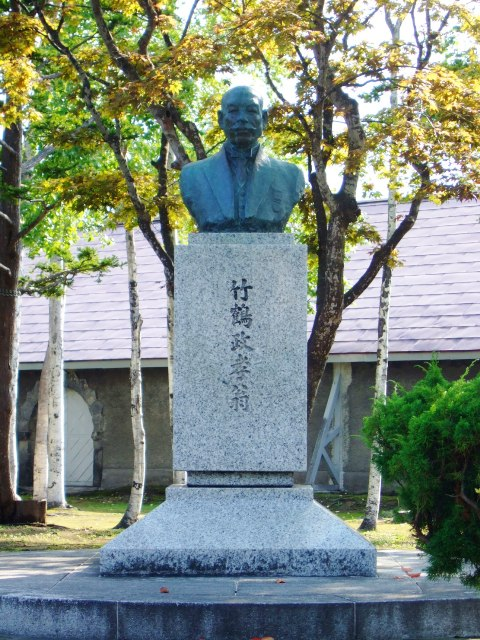
Buste de Masataka Taketsuru

Taketsuru rentre au Japon avec son épouse en novembre 1920. Il s’aperçoit que l’entreprise qui l’avait envoyé en Écosse ne se lancera jamais dans la création d’une distillerie de whisky, et la quitte en 1921. En 1923, il entre au service de Kotobukiya (壽屋/寿屋), entreprise dirigée par Shinjirō Torii (鳥井 信治郎, Torii Shinjirō). Il crée pour lui une distillerie près de Kyoto, Yamazaki. Cette société deviendra plus tard Suntory.

## Fondation et développement de Nikka
En 1934, Taketsuru décide de voler de ses propres ailes. Il fonde sa propre société, Dainipponkajū (大日本果汁), et crée une distillerie à Yoichi, sur Hokkaido. Il choisit ce site pour ses conditions climatiques proches de celles de l’Écosse.
La production de whisky commence en 1936 et en 1939/1940 est embouteillé le premier whisky de la distillerie. Il est dénommé Nikka Whisky. En 1952, la société prend le nom de Nikka, diminutif de Dainipponkajū. La seconde distillerie, Miyagikyo, est bâtie à Sendai sur Honshū en 1969.
Masataka Taketsuru meurt à l’âge de 85 ans le 29 août 1979.